# 町田市立山崎中学校
町田市立山崎中学校（まちだしりつやまざきちゅうがっこう）は東京都町田市山崎町1445番地に存在する公立中学校である。
2024年現在、1学年3クラスと2学年3クラスと3学年3クラスに加え、8組と呼ばれる特別支援学級が存在している。

## 沿革
・1979年(昭和54年)　町田市立山崎中学校設立
・1980年(昭和55年)　校歌が制定される
・1986年(昭和61年）　増築校舎が竣工される
・1987年(昭和62年)　校庭の整備が完了する
・2010年(平成22年)　太陽光発電施設が設置される
　　　　　　　　　　校舎と体育館に耐震補強工事が行われる
・2015年(平成27年) 　校舎と体育館にエコ改修工事が行われる
・2019年(令和元年)　開校40周年記念式典が行われる

## 教育目標

### 教育の意義
町田市の木「けやき」の葉の組み合わせで、学友との連帯と友情を深め、「山」と「中」を円形にかたどり、将来に向かって人格の円満な成長を願った。

### 教育目標
１．互いに認め、協力しあい、豊かな心を育てる。
２．正しく考え、やりとげる強さを持つ。
３．生命を尊重し、心と体を鍛える。

## 交通・アクセス
JR横浜線、小田急線町田駅からはバスでの移動(約20分)が必要になる。
最寄りのバス停は神奈川中央交通バスの山崎団地行きの「北二号」。そこから徒歩約4分。
あるいは下山崎行きの「山崎高校入口」。そこから徒歩約2分。

## 著名な出身者
- 竹内涼真
- 東友美

## 主な部活動

### 運動部
・陸上競技部　・サッカー部　・ソフトテニス部　・男女バスケットボール部　・男女バドミントン部　・卓球部

### 文化部
・吹奏楽部　・パソコン部　・美術部

## 年間で行われる主な行事

### 4月
・入学式
・始業式

### 5月
・体育祭

### 6月
・3年生修学旅行(2024年度現在)
・期末考査

### 7月
・終業式

### 9月
・始業式
・中間考査

### 10月
・合唱祭

### 11月
・期末考査
・2年生職場体験

### 12月
・終業式

### 1月
・始業式
・1年生スキー教室

### 2月
・学年末考査

### 3月
・卒業式
・修了式